# Grimpoteuthis pacifica
Grimpoteuthis pacifica is een inktvissensoort uit de familie van de Grimpoteuthidae. De wetenschappelijke naam van de soort is voor het eerst geldig gepubliceerd in 1885 door Hoyle.